# Climent de Constantinoble (patriarca)
|  | No s'ha de confondre amb Climent de Constantinoble. |

Climent de Constantinoble (en grec Κλήμης) va ser patriarca de Constantinoble durant quaranta-dos dies l'any 1667.
Era metropolità d'Iconi, i va succeir a Parteni IV quan va ser exiliat després del seu segon mandat. Era una persona sense educació i brusc, i no se'l va reconèixer com a patriarca. El Sant Sínode es va queixar davant del sultà Mehmet IV, que el va deposar el 21 d'octubre de 1667.